# 35976 Yorktown
35976 Yorktown è un asteroide della fascia principale. Scoperto nel 1999, presenta un'orbita caratterizzata da un semiasse maggiore pari a 2,3846692 UA e da un'eccentricità di 0,2595529, inclinata di 22,15120° rispetto all'eclittica.
È dedicato alla città di Yorktown, nella Virginia.